# آرش پدر منوچهر
آرش به روایت شاهنامه نام پدر منوچهر است. منوچهر یک پهلوان و دلاور ایرانی و اهل خراسان بود و در نبرد بزرگ که میان کیخسرو و افراسیاب درگرفت، در سپاه ایران می‌جنگید.
فردوسی اینگونه از او یاد می‌کند:
| دگر لشکری کز خراسان بُدند |  | جهانجوی و مردم‌شناسان بُدند |
| منوچهرِ آرش نگهدارشان     |  | گَه نام جستن سپهدارشان     |